# رابرت کلوهسی
رابرت کلوهسی (به انگلیسی: Robert Clohessy) (زاده ۱۰ ژوئن ۱۹۵۷) بازیگر آمریکایی است.
از فیلم‌های معروف او می‌توان به بازی در فیلم بلوک ۱۶، جنگجو و فرشتگان در زمین بیس‌بال اشاره کرد.